# سیندی پارلو کون
سیندی پارلو کون (انگلیسی: Cindy Parlow Cone؛ زادهٔ ۸ مهٔ ۱۹۷۸) یک بازیکن فوتبال و سرمربی اهل ایالات متحده آمریکا است.
وی همچنین در تیم ملی فوتبال زنان ایالات متحده آمریکا بازی کرده‌است.